# Теорія балки Ейлера-Бернуллі

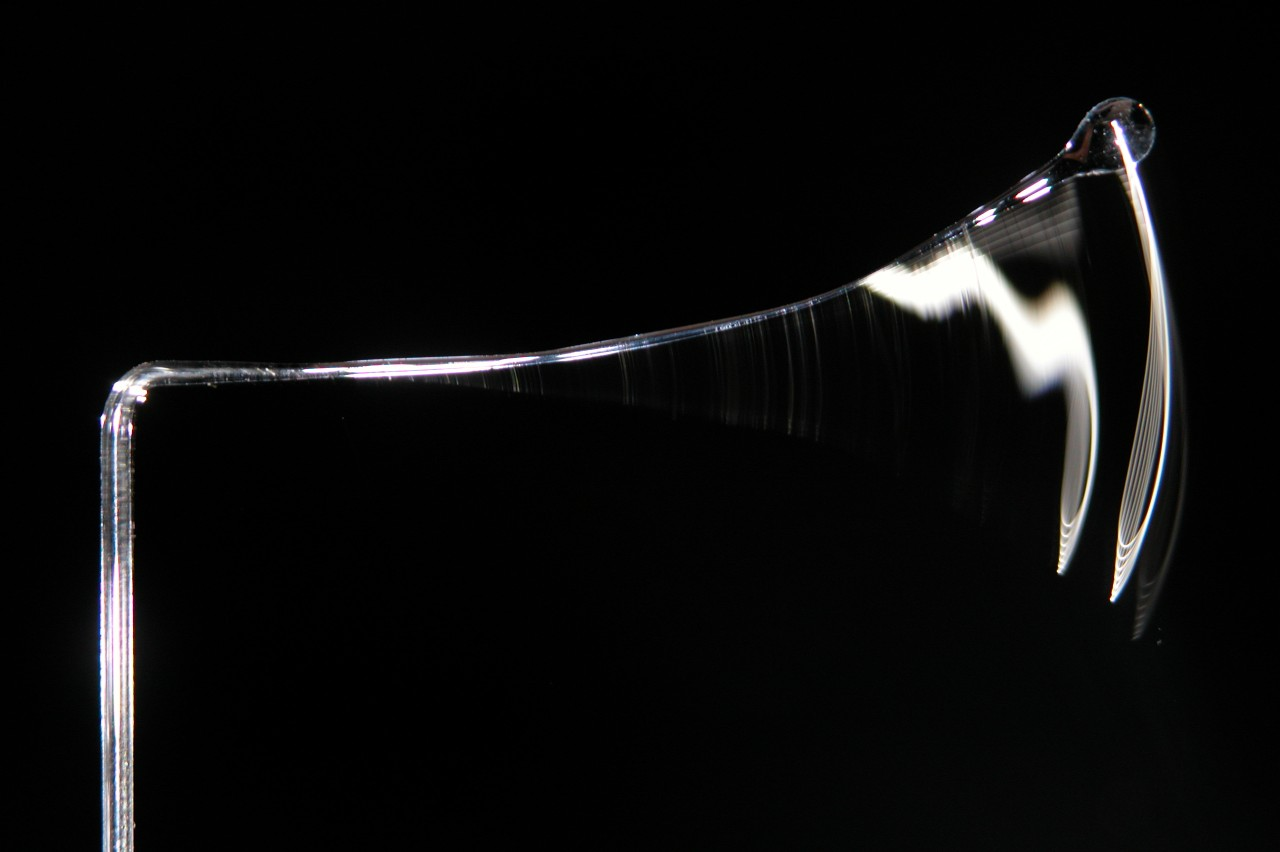
Вібруюча скляна балка може бути змодельована як консольна балка з масою на кінці.

Теорія балки Ейлера-Бернуллі (також інженерна або класична теорія балки) — це спрощена модель лінійної теорії пружності, що дає можливість розрахувати тримкість та деформацію балок. Вона може застосовуватися у випадку невеликих деформацій балок, що знаходяться під поперечним навантаженням. Таким чином, це окремий випадок теорії балки Тимошенка, що не враховує деформації зсуву та застосовується для тонких балок. Вперше вона була сформульована близько 1750 року, проте не була застосована у великому масштабі аж до початку будівництва Ейфелевої вежі та Оглядового колеса наприкінці 19 століття. Після цих успішних демонстрацій вона швидко стала наріжним каменем інженерії та інструментом реалізації Другої промислової революції.
Після цього були додатково розроблені інші інструменти аналізу, такі як теорія пластин та аналіз методом скінченних елементів, але простота класичної теорії балки робить її важливим інструментом у науці, особливо у проектуванні споруд та машинобудуванні (механіка).